# Aigues-Vives (Gard)
Aigues-Vives település Franciaországban, Gard megyében. Lakosainak száma 3340 fő (2022. január 1.). Aigues-Vives Congénies, Calvisson, Mus, Codognan, Aubais, Aimargues, Le Cailar és Gallargues-le-Montueux községekkel határos.

## Népesség
A település népességének változása:
| Lakosok száma | 1506 | 1908 | 2101 | 2587 | 3140 | 3211 | 3337 | 3338 | 3339 | 3340 |
|               | 1968 | 1982 | 1990 | 2006 | 2013 | 2015 | 2017 | 2019 | 2020 | 2022 |